# Geoffrey S. Kirk
Geoffrey Stephen Kirk (* 3. Dezember 1921 in Nottingham; † 10. März 2003 in Cambridge) war ein britischer Klassischer Philologe.

## Leben
Geoffrey Kirk besuchte die Rossall School und studierte anschließend am Clare College in Cambridge. Der Zweite Weltkrieg unterbrach sein Studium: 1941 trat Kirk in die Royal Navy ein, ein Jahr später wurde er als Offizier im Ägäischen Meer eingesetzt. Er unterstützte die Partisanenbewegung auf mehreren griechischen Inseln und wurde 1945 mit dem Distinguished Service Cross ausgezeichnet. Nach Kriegsende nahm er sein Studium wieder auf und schloss es 1946 mit dem Master ab.
Ab 1946 war Kirk Research Fellow an Trinity Hall (Cambridge). Von 1949 bis 1950 hielt er sich als Commonwealth Fund Fellow an der Harvard University auf. Anschließend wurde er in Trinity Hall zum Fellow und Director of Classical Studies ernannt. 1959 wählte ihn die British Academy zum Mitglied, 1961 wurde er in Cambridge zum Reader in Greek ernannt. Von 1965 bis 1970 hatte er einen Lehrstuhl für Klassische Philologie an der Harvard University inne. Im Jahr 1968/1969 hielt er sich als Sather Professor an der University of California, Berkeley auf. 1971 ging Kirk als Professor of Classics an die Bristol University. 1974 kehrte er nach Cambridge zurück, wo er zum 35. Inhaber des Regius Chair of Greek ernannt wurde. 1982 wurde er emeritiert.
Geoffrey S. Kirk beschäftigte sich mit dem homerischen Epos, mit der Philosophie der Vorsokratiker und ganz besonders mit dem griechischen Mythos. Er untersuchte die Bedeutung und Funktion von Mythen in der griechischen Kultur und Literatur und zog dabei auch die Mythen anderer Kulturkreise heran. Bei den homerischen Epen untersuchte er vor allem die poetologischen und narrativen Strukturen und bezog die Konzepte von Mündlichkeit und Schriftlichkeit ein. Ein Alterswerk ist sein sechsbändiger Kommentar zur Ilias. Daneben veröffentlichte Kirk auch Schriften zur griechischen Lyrik und Tragödie.

## Schriften (Auswahl)
- Heraclitus: The Cosmic Fragments. Cambridge 1954. Neuauflage mit Verbesserungen, London 1962
- mit John E. Raven: The Presocratic Philosophers. A Critical History with a Selection of Texts. 1957. Zweite, überarbeitete Auflage mit Malcolm Schofield, 1984
  - deutsche Übersetzung von Karlheinz Hülser: Die vorsokratischen Philosophen. Einführung, Texte und Kommentare. Stuttgart 1994. Studienausgabe Stuttgart 2001
- The Songs of Homer. Cambridge 1962. Umgearbeitete Neuausgabe unter dem Titel: Homer and the Epic. Cambridge 1965
- The Bacchae by Euripides. A Translation with Commentary. Englewood Cliffs (NJ) 1970
- Myth: Its Meaning and Functions in Ancient and Other Cultures. Los Angeles/Berkeley 1970
- The Nature of Greek Myths. Harmondsworth 1974
  - deutsche Übersetzung von Renate Schein: Griechische Mythen: Ihre Bedeutung und Funktion. Berlin 1980. Reinbek 1987
- Homer and the Oral Tradition. Cambridge 1976
- mit Michael Ayrton: Archilochos. London 1977
- The Iliad: A Commentary. Sechs Bände, Cambridge 1985–1993
- Towards the Aegaean Sea: A Wartime Memoir. Upton upon Severn 1997